# Титан: После гибели Земли
«Титан: После гибели Земли» (англ. Titan A.E.) — полнометражный научно-фантастический мультфильм режиссёра Дона Блута, вышедший в свет в 2000 году. В фильме сочетается классическая рисованная анимация и компьютерная графика.

## Сюжет
3028 год. Человечество покорило Космос, но с новой свободой человечеству угрожают новые враги, вынуждая Землю готовиться к вторжению Дредж, агрессивной воинственной инопланетной цивилизации из чистой энергии. В мгновение ока Земля уничтожена, а успевшие спастись земляне бродяжничают по всей Галактике. Пятнадцать лет спустя юный Кэйл узнаёт, что он владеет генетически запрограммированной картой на «Титан» — огромный космический супер-корабль, который построил его отец, и который обладает силой для создания миров, в котором заключён секрет спасения человечества. Кэйлу предстоит полное опасностей путешествие через вселенную в составе команды космического корабля «Валькирия», в ходе которого он познает дружба, предательство, любовь, сражения со злобными Дреджами и восстановление «Титана» — последней надежды всего человечества.

## Актёры и персонажи
- Кэйл Такер (Cale Tucker) — молодой человек, обладающий кольцом-ключом к «Титану». Озвучивает Мэтт Дэймон.
- Сэм Такер (Sam Tucker) — профессор и отец Кэйла Такера, бежавший с планеты Земля во время её гибели на «Титане». Озвучивает Рон Перлман.
- Джозеф Корсо (Joseph Korso) — капитан корабля, следующего к «Титану» и друг погибшего отца Такера. Наигранно верил в будущее существование человечества. Озвучивает Билл Пуллман.
- Акима Кунимото (Akima Kunimoto) — пилот корабля, член экспедиции на «Титан». Озвучивает Дрю Бэрримор.
- Прид (Preed) — представитель расы Акреннианцев; единственный товарищ и помощник капитана. Крайне хитёр и эгоистичен, свои личные прихоти ставит выше потребностей остальных членов команды. Озвучивает Нейтан Лейн.
- Стит (Stith) — кенгуруподобное существо, специалист по оружию. Озвучивает Джанин Гарофало.
- Гун (Gune) — учёный-изобретатель, второй пилот корабля, добродушное и немного сумасшедшее маленькое существо, похожее на черепаху. Озвучивает Джон Легуизамо.
- Саскуэхана (Susquehana) — королева дреджей, главный антагонист мультфильма. Озвучивает Кристофер Скарабосио.

## Сборы
Фильм катастрофически провалился в прокате собрав всего 36 млн. долларов при бюджете в 75 млн. Провал мультфильма привел к закрытию студии Fox Animation возглавляемую Доном Блутом. Закрытие произошло 26 июня 2000 года, т.е. спустя всего десять дней после премьеры мультфильма в кинотеатрах. Для Блута эта картина стала последней в карьере в качестве режиссера полнометражных мультфильмов.
К выходу планировалась также и одноименная видеоигра для приставки Playstation 1, но из-за неудовлетворительных сборов ее разработка также была прекращена. 